# Alexander Nikolajewitsch Spessiwzew
Alexander Nikolajewitsch Spessiwzew auch Sascha Spessiwzew (russisch: Александр Николаевич Спесивцев; * 1. März 1970 in Nowokusnezk) ist ein russischer Serienmörder und Kannibale. Von den Medien erhielt er den Spitznamen Sibirischer Tiger.

## Vorgänge
Mit Hilfe seiner Mutter Ljudmilla lockte er im Zeitraum von 1991 bis 1996 in der sibirischen Stadt Nowokusnezk mindestens 19 Frauen und Mädchen in die gemeinsame Wohnung, hielt sie dort tagelang gefangen, vergewaltigte, folterte und ermordete sie schließlich auf brutale Weise. Die Leichen seiner Opfer wurden anschließend von seiner Mutter zerstückelt, gekocht, teils an einen zum Haushalt gehörenden Dobermann verfüttert, teils anderen gefangenen Opfern serviert und teils selbst verzehrt.
Im Sommer 1996 wurden im Fluss Aba innerhalb von Nowokusnezk Leichenteile entdeckt. Die Polizei stellte stark verweste, zumeist bereits skelettierte Überreste von mindestens 16 jungen weiblichen Personen sicher, wobei die ältesten gerade einmal 16 Jahre alt waren. Nur der Kopf eines der Opfer konnte gefunden werden. Der Fund löste in der Bevölkerung großes Entsetzen aus. In der Zeit des Umbruchs nach dem Ende der Sowjetunion zerbrachen viele Familien und die Zahl der Straßenkinder stieg stark an. Dazu etablierten sich mafiöse Strukturen, die eine Atmosphäre der Angst schufen, so dass sich auch die korrupten Behörden aus Sowjetzeiten bei Ermittlungen aus Furcht stark zurückhielten, um deren Aktivitäten nicht zu behindern. Die überforderten Behörden nahmen Vermisstenanzeigen deswegen nicht allzu ernst und verkannten so die Dimension der zahlreichen Vermisstenfälle. Erst der Leichenfund sorgte für eine Intensivierung der Ermittlungen.
Aufgrund eines Rohrbruchs öffneten Handwerker im November 1996 die gemeinsame Wohnung von Sascha und Ljudmilla Spessiwzew. Man fand im Badezimmer die teilweise zerstückelten Leichen von zwei Mädchen und alarmierte die Polizei. Bei der anschließenden Durchsuchung fand die Polizei ein weiteres, noch lebendes Mädchen, das kurz nach einer belastenden Aussage im Krankenhaus starb. Im Vorratsraum wurde eingekochtes menschliches Fleisch gefunden, in Saschas Zimmer Zeichnungen von 19 weiblichen Geschlechtsteilen mit dabei notierten Namen – darunter auch diejenigen der in der Wohnung aufgefundenen Mädchen.
Nach kurzer Fahndung wurden Sascha und seine Mutter Ljudmilla festgenommen und unter Anklage gestellt. Seine Schwester Nadeschda, die als Sekretärin des zuständigen Richters arbeitete und sich bereits kurz nach den Leichenfunden illegal Zugriff auf die Fahndungsunterlagen verschaffte, stand offenbar unter dessen Protektion und wurde nicht festgenommen oder später angeklagt, obwohl sie als häufige Besucherin nicht ohne Kenntnis der tagelangen sexuellen Missbräuche, Folterungen und Morde sowie deren Spuren hätte sein können. 
Sascha Spessiwzew wurde wegen 19 Tötungsdelikten zum Tode verurteilt, später aber als geisteskrank eingestuft und in eine psychiatrische Einrichtung eingewiesen. Seine Mutter wurde nach dem Geständnis, die Mädchen in die Wohnung zu ihrem Sohn gelockt, Leichenteile gekocht und andere im Fluss entsorgt zu haben, zu 13 Jahren Haft verurteilt.
Die Öffentlichkeit war schockiert über die Möglichkeit einer derartigen Verrohung einer Familie. Alkoholismus und familiäre Gewalt gehörten nach dem mit der Auflösung der UdSSR verbundenen sozio-ökonomischen Niedergang in deren Nachfolgestaaten zum Alltag nicht unbeachtlicher Teile der verarmten Bevölkerung. Der arbeitslose und trinkende Vater schlug regelmäßig seine Frau und die Kinder und missbrauchte seine Tochter Nadeschda seit früher Kindheit sexuell. Als er die Familie verließ, übernahm der halbwüchsige Sascha die Rolle des Familientyrannen und führte die körperliche und sexuelle Gewalt gegenüber seiner Mutter und seiner Schwester fort. Die Frage, warum die Mutter und mutmaßlich auch die Schwester ihn unterstützten, als er begann, brutale Gewalt gegen andere Menschen auszuüben, blieb ungeklärt. Auch die Frage nach der Ursache für den Kannibalismus konnte nicht mit dem Verweis auf die damalige wirtschaftliche Lage und die dadurch bedingten Versorgungsengpässe hinreichend und überzeugend beantwortet werden.